# Мурунтау (посёлок)
Мурунтау (узб. Muruntov / Мурунтов) — посёлок городского типа в Навоийской области Узбекистана. Административно подчинён городу Зарафшану. Население — 4320 человек (2002).

## Расположение
Мурунтау расположен в горах Мурынтау (хребет в составе горного массива Тамдытау) на юго-западе пустыни Кызылкум. Средняя высота населённого пункта — 610 м. В посёлке имеется одноимённая железнодорожная станция (на ветке от станции Кызылкудук). Расстояние до областного центра Навои составляет 200 км. Ближайшая пассажирская станция железной дороги — Янги-Зарафшан. Связан с городом Зарафшан автобусным сообщением.

## Климат
Наиболее высокая температура в Мурунтау была зафиксирована в июле, +46 °С, наиболее низкая — в январе, −31 °С.

## История
Возник в 1959 году в качестве посёлка поисковой геологической партии при одноимённом месторождении золота, одном из крупнейших в мире. С 1976 года имеет статус посёлка городского типа.

## Население
| 1979 | 1989 |
| ---- | ---- |
| 6559 | 9193 |

По оценке 2002 года население Мурунтау составляло 4320 человек, в основном узбеки, также казахи, русские, украинцы, татары и другие национальности.

## Промышленность и социальная сфера
Близ Мурунтау расположено ведущее месторождение Зарафшанского золотодобывающего комплекса, второго в мире по объёмам золотодобычи. Разработка ведётся открытым способом — в карьерах. В окрестностях населённого пункта добываются и другие редкие металлы, а также нерудные полезные ископаемые: фосфориты, кварцевый песок.
В Мурунтау имеются 3 небольших предприятия, средняя общеобразовательная школа на 900 учащихся, музыкальная школа, 2 библиотеки, музей, дворец спорта, сельский врачебный пункт.